# HD220668
HD220668 — хімічно пекулярна зоря спектрального класу A0, що має видиму зоряну величину в смузі V приблизно  7,7.
Вона  розташована на відстані близько 1235,4 світлових років від Сонця.

## Пекулярний хімічний склад
Зоряна атмосфера HD220668 має підвищений вміст 
Si
.